# Unionisme (Belgique)
Pour les articles homonymes, voir unionisme.
L'unionisme ou union des oppositions est un mouvement politique belge qui, avant et après la révolution de 1830, prônait l'union des catholiques et des libéraux contre la politique du roi Guillaume Ier des Pays-Bas. L'unionisme domina la vie politique belge jusqu'en 1848.

## L'union entre les catholiques et les libéraux (1828 - 1839)

### Contexte

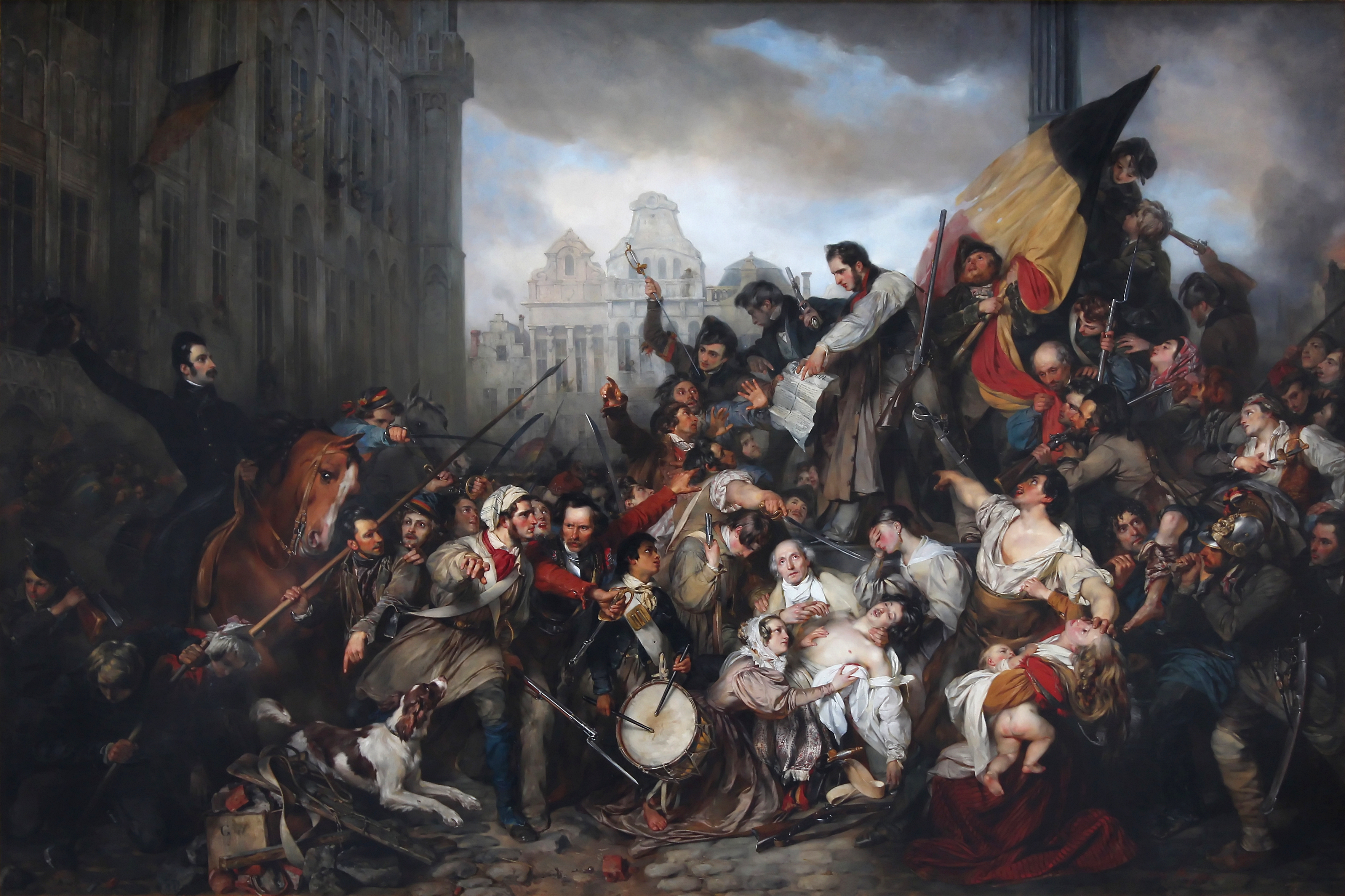
Épisode des Journées de Septembre 1830 sur la place de l'Hôtel de ville de Bruxelles, par Gustave Wappers

Les libéraux étaient initialement assez favorables à la politique laïque de despote éclairé de Guillaume Ier des Pays-Bas. Progressivement cependant, leur opinion changea et la lutte contre l'influence de l'Église passa au second plan de leurs revendications. En effet, ils accordaient de plus en plus d'importance aux libertés politiques, que refusait obstinément d'accorder Guillaume Ier. C'est cette tendance nouvelle qu'on appela les libéraux radicaux (par opposition aux libéraux voltairiens soutenant le despotisme éclairé, donc l'orangisme). Cette évolution rendit possible un compromis avec les catholiques, qui de leur côté étaient prêts à faire certaines concessions comme la liberté de la presse et la liberté des cultes.
Le monde politique belge, après l’indépendance, était donc dominé par l’unionisme. Cette union fut définitivement conclue le 8 novembre 1828, quand le Courrier des Pays-Bas, journal libéral bruxellois, se rallia à cette politique d'opposition contre Guillaume Ier et consistait à cette collaboration entre les catholiques et les libéraux.
Les premiers gouvernements de la Belgique ont donc été « unionistes », regroupant la noblesse conservatrice et des éléments modérés de la bourgeoisie libérale. Cette formule permit la consolidation des structures de l'État, par la mise en place d'institutions politiques et judiciaires stables, ainsi que la signature d'accords concernant la centralisation, le rôle des communes et provinces, ou l'enseignement primaire.
L’unionisme aux yeux de ses défenseurs est défini comme « un modèle de société et de gestion, fondé sur le dialogue, la négociation, la modération, la conciliation et le compromis durable ». En effet, le compromis est considéré comme la base de l’État belge. Dans les années qui suivent la révolution belge, cette politique s'est imposée comme une nécessité afin de pérenniser l'indépendance de l'État belge.
L’unionisme dans le gouvernement peut être caractérisé par deux aspects opposés : la force et la faiblesse. En tant que force car grâce à ce modèle il n’y a aucune majorité puisqu’il n’y a pas de parti et en tant que faiblesse car les ministres de celui-ci n’ont aucun appui puisque les groupes politiques ne sont pas définis.
Les libéraux ont une idéologie assez anticléricale mais ils décident de la surpasser en recherchant les points qui les unissent avec le mouvement catholique. De ce fait, le mouvement libéral comporte de nombreux partisans de l’unionisme. Du côté catholique, la pratique unioniste les arrange. Dans les faits, la religion catholique est celle de la majorité de la nation, il est donc important qu’elle puisse participer à la dimension politique.
« L’union fait la force » est une devise qui est très vite adoptée. Cette union survivra aussi longtemps que la nation belge est en danger, elle est considérée comme une garantie entre le mouvement catholique et le mouvement libéral à la sortie de l’indépendance. L’unionisme survivra donc par la fragilité qui caractérise la Belgique par rapport aux autres États.
C’est la Constitution qui formera un point de départ important pour ces deux nouveaux partenaires. L’union de ceux-ci forme donc un gouvernement mixte composé de membres catholiques et de libéraux modérés. Ceux-ci doivent négocier tandis que le roi, lui, a le rôle d’« arbitre ». Avec le mouvement politique de l’unionisme, la principale raison d’être est d’éviter au maximum les conflits. 

### La politique unioniste
Le gouvernement provisoire détenant le pouvoir exécutif est formé, il comporte une majorité de membres qui appartiennent aux tendances libérales. Cependant, tous les membres de ce gouvernement sont des partisans de l’unionisme, ce qui rassure en quelque sorte le côté catholique.
De 1831 à 1847 on compte huit gouvernements unionistes. Dans un arrêté du 11 octobre 1830, le gouvernement provisoire met en place un Congrès national composé de 200 députés élus au suffrage direct. Dans les faits, ce Congrès serait composé d’un tiers de libéraux, un tiers de catholiques et seulement un tiers de véritables unionistes. Cependant, les membres de ce Congrès ressortent du même programme : l’unionisme. Cette union de 1828 engendre la volonté de créer ensemble un régime unit. Par la pratique de l’union, on ne saurait dire quel parti avait la majorité dans le Congrès national.

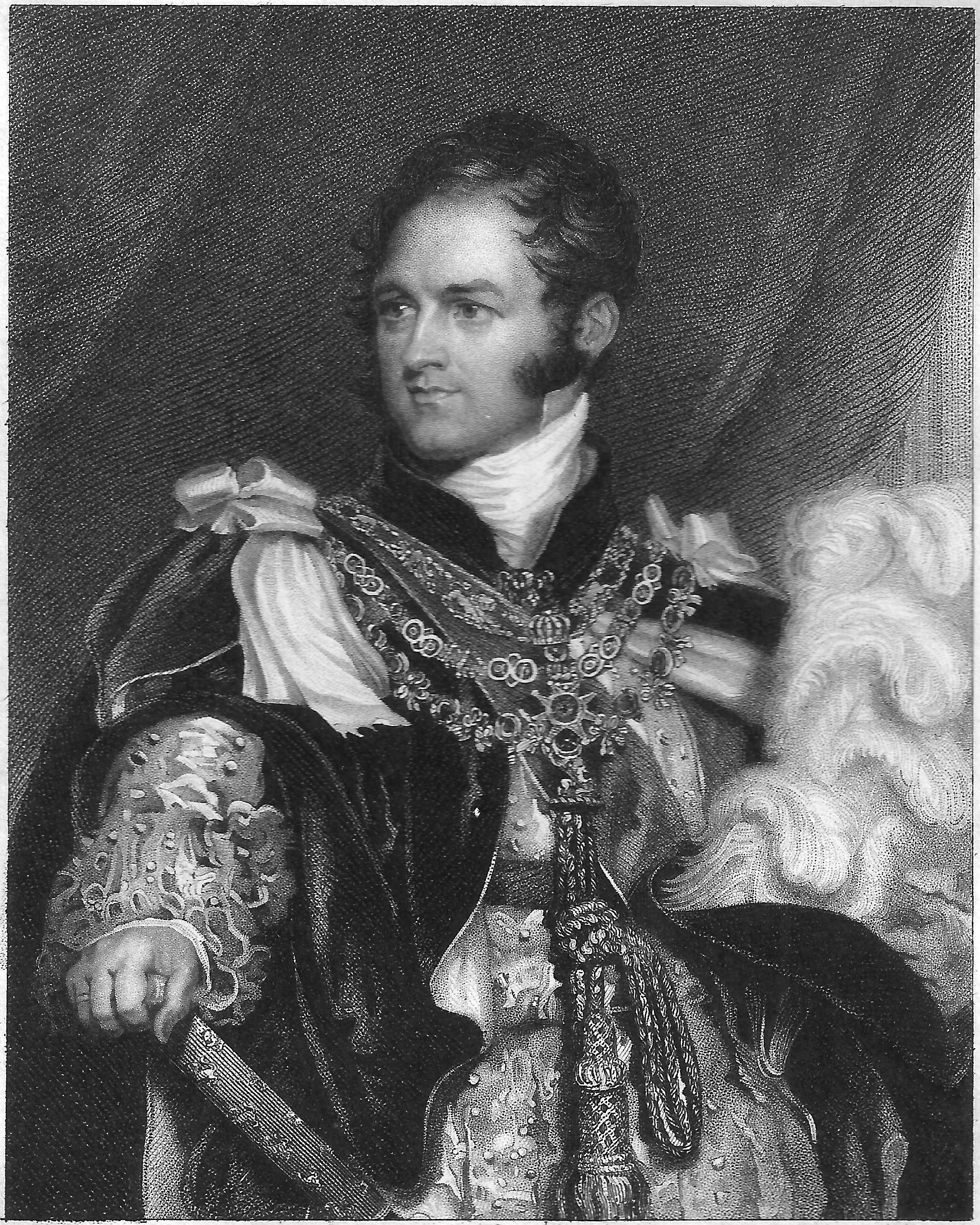
Léopold de Saxe-Cobourg devenu roi des Belges en tant que Léopold Ier

Le 7 février 1831 la Constitution fut promulguée. Celle-ci est composée de 131 articles. Le 24 février 1831, le Congrès national décide alors d’élire un régent, Surlet de Chokier, qui sera titulaire du pouvoir exécutif. Le gouvernement provisoire donne donc sa démission. Ensuite, le pouvoir exécutif, détenu par le gouvernement provisoire, est remplacé par un ministère qui comporte des libéraux.
La première question qui préoccupera l’État sera de savoir s’il faut établir une monarchie ou une République. Le choix se portera sur une monarchie constitutionnelle et représentative par le chef héréditaire Léopold de Saxe-Cobourg,. Il est élu roi des Belges le 4 juin 1831 et le 21 juillet 1831 il prête serment. Le roi, devenu Léopold Ier, détient un ministère mixte avec des catholiques et des libéraux. Tout de suite est adopté le bicaméralisme avec la Chambre Haute (le Sénat) et la Chambre Basse (la Chambre des représentants). Un arrêté royal du 26 juillet 1831 convoque les électeurs pour la date du 29 août dans le but d’élire 102 représentants ainsi que 51 sénateurs. 
Alors que les Hollandais tentent de revenir sur le territoire, les élections ont lieu et se passent dans le calme. Le résultat de cette élection détermine l’esprit unioniste, étant donné que dans aucune des deux chambres nous pourrions classer les membres par partis. L’unionisme était une force par rapport à la politique étrangère, les problèmes se déroulaient plutôt dans la politique intérieure.
Des divergences se produisirent au sein du côté libéral à propos de la question de l’enseignement. Charles Rogier démissionna de ses fonctions, le roi décida alors de charger Barthélemy de Theux (considéré comme un unioniste convaincu) le 4 août 1834 de constituer le ministère. Sous de Theux, est votée la loi du 27 septembre 1835 sur l’enseignement supérieur. À la suite de cette loi, on restaure l’antique Université de Louvain et on assiste à la création de l’Université libre de Bruxelles. De Theux est aussi parvenu à faire voter la loi communale en 1836 destinée à consacrer la liberté communale.

## Le déclin et la fin de l'unionisme (1839 - 1847)
L’union s’érode lorsqu’en 1839, sur le plan international, on assiste à la reconnaissance de la Belgique. Le 19 avril 1839, la Belgique signe le traité définitif des XXIV articles. De ce fait, il n’y a plus de menace extérieure. C’est avec cette signature que la Belgique pu se défaire de la question de la politique étrangère pour s’étendre sur la question de la politique intérieure.
Deux conséquences sont liées à la signature de ce traité. La première provoque la chute du cabinet de de Theux, la seconde concerne la problématique internationale qui paraît résolue, on préfère alors se concentrer sur les questions de politique intérieure. L’unionisme disparaît donc une fois que la menace extérieure qui l’avait engendrée est résolue.
Pendant cette période unioniste, on assiste aussi à la naissance d’un mouvement flamand ainsi qu’à une forme de révolte de la classe ouvrière. En 1843, le gouvernement décide de créer une commission d’enquête pour rendre compte de la condition des ouvriers dans leur travail. Le Conseil de prud’hommes est alors organisé pour régler les litiges qui se déroulent entre les patrons et les ouvriers.
Ceux qui critiquent le plus l’unionisme sont les libéraux, ce sont eux qui provoquèrent les premières attaques à l’encontre de cette politique. Ceux-ci ont tendance à dire que ce mouvement est surtout profitable pour les catholiques. Les catholiques ont, depuis 1830, tout fait pour remettre en place leur suprématie. Une série de lois unionistes qui a été votée entre 1831 et 1847 ont été profitables aux catholiques. La nouvelle opposition de l’unionisme comporte un seul et même ennemi : l’Église. Il apparaît à ce moment-là, une nouvelle politique anticléricale de la part des libéraux. La majorité des libéraux décida de se détacher de cette politique unioniste, pour revenir à leur ancienne idéologie anticléricale d’avant l’indépendance. Une minorité de catholiques aussi adopta la même politique anti-unioniste. La franc-maçonnerie joua aussi un rôle important en matière d’opposition à l’unionisme.
La continuation de l'unionisme, malgré cette réticence, s’explique par le fait que le roi reste fidèle à l’unionisme. La majorité des catholiques, ainsi qu’une minorité de libéraux modérés, étaient encore favorables à l’unionisme.
La bonne entente entre les deux partis devient impossible. Des deux côtés on fait face à des divergences à propos de la question de l’enseignement. C’est cette question qui mène à la rupture totale entre les catholiques et les libéraux, mais aussi à la fin de la politique unioniste. Une différence cependant domine ; les catholiques n’avaient pas, à cette époque, de programme tandis que les libéraux s’étaient organisés.

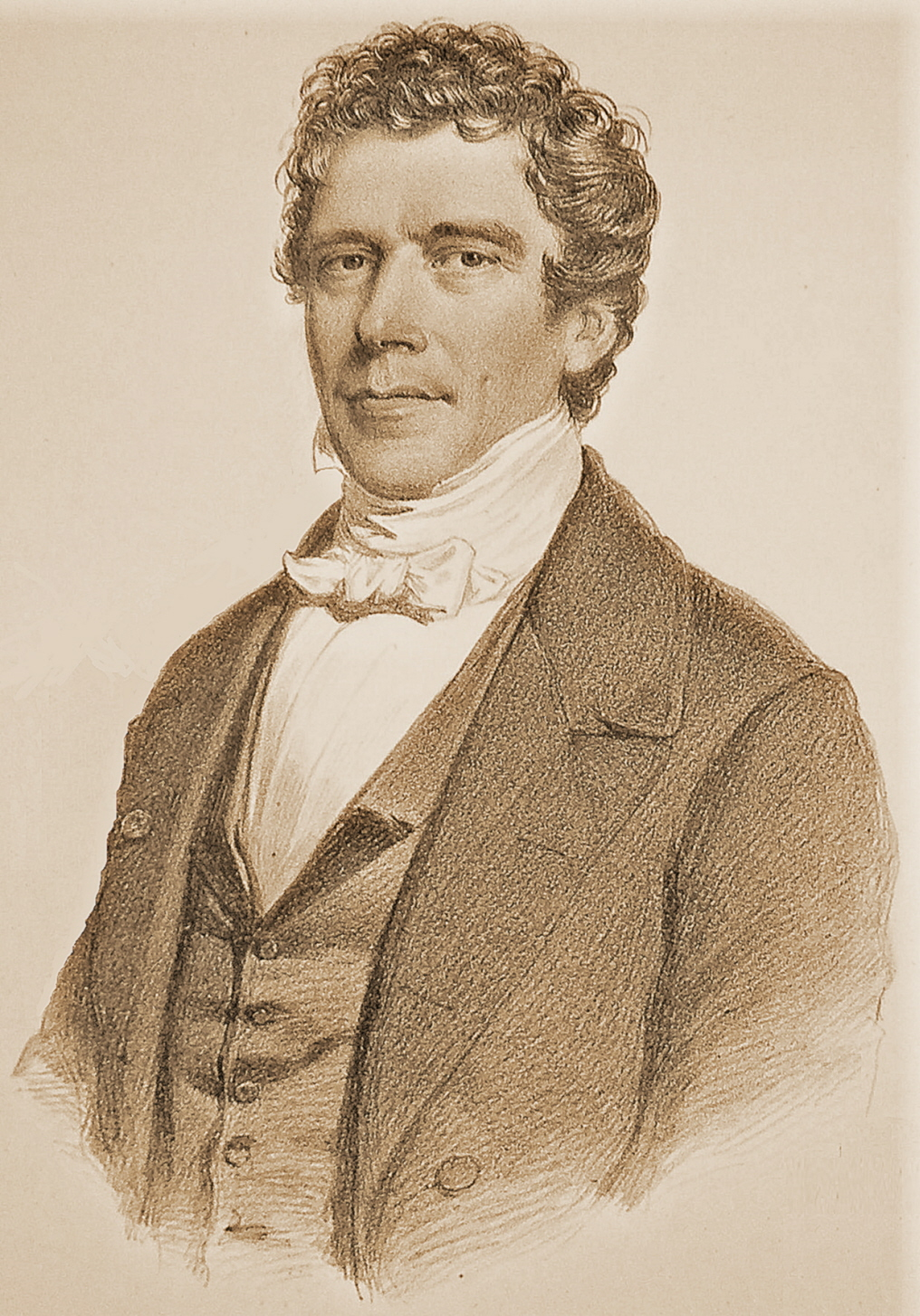
Charles Rogier

Lors de la chute du cabinet de de Theux, c’est Joseph Lebeau qui fit charger de former son cabinet. Le 18 avril 1840, fut alors constitué un ministère homogène de tendance libérale. Des débats ont lieu, c’est la première fois que l’on distingue les catholiques et les libéraux. L’unionisme est écarté par Lebeau, le Sénat décide donc de tenir informé le roi. Le cabinet démissionne, c’est Jean-Baptiste Nothomb qui succède et son ministère est composé de quatre libéraux ainsi que de deux catholiques. Nothomb a été choisi pour faire réapparaitre la politique unioniste. Cependant, l’union ne parlait plus à tout le monde.
Depuis la reconnaissance définitive de l’indépendance de la Belgique sur le plan international en 1839, l’unionisme perd, au fil du temps, sa raison d’être et disparaît en 1847 pour laisser la place à un système de partis. Le parti libéral avait déjà été constitué depuis le 14 juin 1846. Ce parti concerne surtout l’idéologie anticléricale qu’ils adoptent. On parle véritablement de catholiques et de libéraux à partir de 1847.
Le 12 août 1847, on assiste à la constitution d’un nouveau gouvernement homogène libéral, le gouvernement Rogier - Frère-Orban, qui rompt définitivement avec la pratique de l’unionisme. Le pouvoir de l’Église est jugé trop important, on veut mettre fin à son pouvoir, pardessus tout dans le domaine de l’enseignement. Avec ce gouvernement de Rogier, on assiste à un nouveau système où le lien entre le Gouvernement ainsi que le Parlement devient encore plus important, tandis que le rôle du roi, quant à lui, est affaibli. À partir de ce moment, on renonce véritablement à la politique unioniste.

## Quelques figures de l'unionisme
- Joseph Lebeau
- Pierre de Decker
- Louis de Potter
- Étienne de Sauvage
- Félix de Muelenaere
- Étienne de Gerlache
- Goswin de Stassart
- Barthélémy de Theux de Meylandt
- Paul Devaux
- Jean-Baptiste Nothomb
- Adolphe Levae
- Sylvain van de Weyer
- Léopold Ier de Belgique
- Société des douze